# Styrax odoratissimus
Styrax odoratissimus är en storaxväxtart som beskrevs av John George Champion och George Bentham. Styrax odoratissimus ingår i släktet Styrax och familjen storaxväxter. Inga underarter finns listade i Catalogue of Life.